# Yekaterina Kostetskaya
Yekaterina Kostetskaya (née le 31 décembre 1986) est une athlète russe spécialiste du 800 mètres. Elle est l'épouse du perchiste Steven Hooker.

## Biographie
Elle s'illustre en catégorie junior dans l'épreuve du 400 mètres haies lors de la saison 2003 en remportant le titre des championnats d'Europe juniors et en se classant deuxième des championnats du monde cadets. Elle confirme son potentiel dès l'année suivante en devenant championne du monde junior à Grosseto dans le temps de 55 s 55. Elle se classe par ailleurs deuxième des championnats d'Europe juniors de 2005 derrière la Tchèque Zuzana Hejnová.
Reconvertie dans le 800 mètres, la Russe se classe deuxième des Universiades d'été de 2007 et réalise 1 min 56 s 67 en juillet 2008 à Kazan. Elle atteint plus tard dans la saison les demi-finales des Jeux olympiques de Pékin (1re éliminée en 1 min 58 s 33). Elle se classe deuxième des Championnats d'Europe par équipes de 2009 (1 min 59 s 43) derrière l'Ukrainienne Yuliya Krevsun.
Elle termine à la troisième place du 800 m lors des Championnats de Russie 2011 et se qualifie pour les Championnats du monde de Daegu.
Contrôlée positive à un produit interdit lors des championnats du monde de 2011, elle est suspendue deux par l'IAAF le 28 juillet 2014,. 

### Palmarès
| Date | Compétition                       | Lieu       | Résultat | Épreuve     | Temps         |
| ---- | --------------------------------- | ---------- | -------- | ----------- | ------------- |
| 2003 | Championnats du monde cadets      | Sherbrooke | 2e       | 400 m haies | 58 s 37       |
| 2003 | Championnats d'Europe juniors     | Tampere    | 1re      | 400 m haies | 57 s 52       |
| 2004 | Championnats du monde juniors     | Grosseto   | 1re      | 400 m haies | 55 s 55       |
| 2005 | Championnats d'Europe juniors     | Kaunas     | 2e       | 400 m haies | 55 s 89       |
| 2007 | Universiade                       | Bangkok    | 2e       | 800 m       | 1 min 59 s 52 |
| 2009 | Championnats d'Europe par équipes | Leiria     | 2e       | 800 m       | 1 min 59 s 43 |

### Records
| Épreuve       | Performance   | Lieu         | Date            |
| ------------- | ------------- | ------------ | --------------- |
| 800 m         | 1 min 56 s 67 | Kazan        | 18 juillet 2008 |
| 800 m (salle) | 2 min 03 s 58 | Fayetteville | 9 février 2007  |

## Vie privée
Son compagnon est le perchiste australien Steve Hooker. Le couple a eu un enfant, Maxim, en juillet 2013. 